# Yrjö Saarela
Yrjö Erik Mikael Saarela (ur. 13 lipca 1884 w Oulujoki, zm. 30 czerwca 1951 w Liminka) – fiński zapaśnik walczący w stylu klasycznym. Mistrz olimpijski ze Sztokholmu z 1912 roku, oraz wicemistrz olimpijski z 1908 roku.